# راکینگم (کارولینای شمالی)
راکینگم (به انگلیسی: Rockingham) شهری در ایالت کارولینای شمالی کشور ایالات متحده آمریکا است که جمعیت آن در سرشماری سال ۲۰۱۰ میلادی، ۹٬۵۵۸ نفر بوده‌است.